# Markieff Morris
Markieff Morris, detto Keef (Filadelfia, 2 marzo 1989), è un cestista statunitense, di ruolo ala grande, professionista nella NBA.
Ha militato nella squadra di college dei Kansas Jayhawks ed è stato scelto al 2011 NBA Draft dai Phoenix Suns con la 13ª scelta assoluta.
Ha vinto il titolo NBA nel 2020 con i Los Angeles Lakers.

## Biografia
È il fratello gemello di Marcus Morris, cestista dei Los Angeles Clippers. I due giocarono insieme nei Phoenix Suns per 2 stagioni e mezzo (dal febbraio 2013 fino alla fine della stagione 2014-2015).
Nel 2016 passa ai Washington Wizards coi quali raggiunge per la prima volta in carriera i playoff, fermandosi nel 2017 alle semifinali (sconfitti in gara 7 dai Boston Celtics) e al primo turno nel 2018.
Viene poi ceduto agli Oklahoma City Thunder, e successivamente ai Detroit Pistons.
Specialista nel tiro da tre punti e solido giocatore difensivo, ha saputo ritagliarsi un ruolo fondamentale nella conquista del titolo Nba da parte dei Los Angeles Lakers. Proprio le sue caratteristiche da 3&D e il contributo fornito nella stagione del titolo, hanno portato i Lakers a rinnovargli il contratto anche per la stagione 2020-2021.

## Statistiche
| † | Denota le stagioni in cui ha vinto il titolo |

### NCAA
| Anno      | Squadra         | PG  | PT | MP   | TC%  | 3P%  | TL%  | RP  | AP  | PRP | SP  | PP   |
| --------- | --------------- | --- | -- | ---- | ---- | ---- | ---- | --- | --- | --- | --- | ---- |
| 2008-2009 | Kansas Jayhawks | 35  | 7  | 15,6 | 44,8 | 18,8 | 65,0 | 4,4 | 1,0 | 0,4 | 0,7 | 4,6  |
| 2009-2010 | Kansas Jayhawks | 36  | 2  | 17,6 | 56,6 | 52,6 | 62,2 | 5,3 | 1,1 | 0,4 | 1,0 | 6,8  |
| 2010-2011 | Kansas Jayhawks | 38  | 35 | 24,4 | 58,9 | 42,4 | 67,3 | 8,3 | 1,4 | 0,8 | 1,1 | 13,6 |
| Carriera  | Carriera        | 109 | 44 | 19,3 | 55,3 | 40,4 | 65,3 | 6,1 | 1,2 | 0,6 | 0,9 | 8,5  |

#### Massimi in carriera
- Massimo di punti: 26 vs Colorado-Boulder (19 febbraio 2011)[1]
- Massimo di rimbalzi: 15 (3 volte)
- Massimo di assist: 6 vs Iowa State (12 febbraio 2011)
- Massimo di palle rubate: 4 vs Longwood (12 novembre 2010)
- Massimo di stoppate: 4 vs La Salle (12 dicembre 2019)
- Massimo di minuti giocati: 35 vs Michigan (9 gennaio 2011)

### NBA

#### Regular Season
| Anno       | Squadra          | PG  | PT  | MP   | TC%  | 3P%  | TL%  | RP  | AP  | PRP | SP  | PP   |
| ---------- | ---------------- | --- | --- | ---- | ---- | ---- | ---- | --- | --- | --- | --- | ---- |
| 2011-2012  | Phoenix Suns     | 63  | 7   | 19,5 | 39,9 | 34,7 | 71,7 | 4,4 | 1,0 | 0,7 | 0,7 | 7,4  |
| 2012-2013  | Phoenix Suns     | 82  | 32  | 22,4 | 40,7 | 33,6 | 73,2 | 4,8 | 1,3 | 0,9 | 0,8 | 8,2  |
| 2013-2014  | Phoenix Suns     | 81  | 0   | 26,6 | 48,6 | 31,5 | 79,2 | 6,0 | 1,8 | 0,8 | 0,6 | 13,8 |
| 2014-2015  | Phoenix Suns     | 82  | 82  | 31,5 | 46,5 | 31,8 | 76,3 | 6,2 | 2,3 | 1,2 | 0,5 | 15,3 |
| 2015-2016  | Phoenix Suns     | 37  | 24  | 24,8 | 39,7 | 28,9 | 71,7 | 5,2 | 2,4 | 0,9 | 0,5 | 11,6 |
| 2015-2016  | Wash. Wizards    | 27  | 21  | 26,4 | 46,7 | 31,6 | 76,4 | 5,9 | 1,4 | 0,9 | 0,6 | 12,4 |
| 2016-2017  | Wash. Wizards    | 76  | 76  | 31,2 | 45,7 | 36,2 | 83,7 | 6,5 | 1,7 | 1,1 | 0,6 | 14,0 |
| 2017-2018  | Wash. Wizards    | 73  | 73  | 27,0 | 48,0 | 36,7 | 82,0 | 5,6 | 1,9 | 0,8 | 0,5 | 11,5 |
| 2018-2019  | Wash. Wizards    | 34  | 15  | 26,0 | 43,6 | 33,3 | 78,1 | 5,1 | 1,8 | 0,7 | 0,6 | 11,5 |
| 2018-2019  | Oklahoma Thunder | 24  | 1   | 16,1 | 39,1 | 33,9 | 73,7 | 3,8 | 0,8 | 0,5 | 0,1 | 6,5  |
| 2019-2020† | Detroit Pistons  | 44  | 16  | 22,5 | 45,0 | 39,7 | 77,2 | 3,9 | 1,6 | 0,6 | 0,3 | 11,0 |
| 2019-2020† | L.A. Lakers      | 14  | 1   | 14,2 | 40,6 | 33,3 | 83,3 | 3,2 | 0,6 | 0,4 | 0,4 | 5,3  |
| 2020-2021  | L.A. Lakers      | 61  | 27  | 19,7 | 40,5 | 31,1 | 72,0 | 4,4 | 1,2 | 0,4 | 0,3 | 6,7  |
| 2021-2022  | Miami Heat       | 17  | 1   | 17,6 | 47,4 | 33,3 | 88,9 | 2,6 | 1,4 | 0,4 | 0,1 | 7,6  |
| 2022-2023  | Brooklyn Nets    | 27  | 1   | 10,6 | 40,2 | 40,8 | 100  | 2,2 | 0,9 | 0,3 | 0,2 | 3,6  |
| 2022-2023  | Dallas Mavericks | 8   | 1   | 8,7  | 42,4 | 36,4 | -    | 1,5 | 0,8 | 0,1 | 0,0 | 4,5  |
| 2023-2024  | Dallas Mavericks | 26  | 1   | 8,3  | 33,8 | 35,7 | 83,3 | 1,5 | 0,6 | 0,2 | 0,1 | 2,5  |
| 2024-2025  | Dallas Mavericks | 7   | 0   | 5,9  | 22,7 | 15,4 | -    | 1,1 | 0,6 | 0,1 | 0,1 | 1,7  |
| 2024-2025  | L.A. Lakers      | 8   | 2   | 15,5 | 33,3 | 30,4 | 83,3 | 1,9 | 2,1 | 0,1 | 0,3 | 5,5  |
| Carriera   | Carriera         | 791 | 381 | 23,3 | 44,3 | 34,1 | 77,9 | 4,9 | 1,5 | 0,8 | 0,5 | 10,2 |

#### Play-off
| Anno     | Squadra          | PG | PT | MP   | TC%  | 3P%  | TL%  | RP  | AP  | PRP | SP  | PP   |
| -------- | ---------------- | -- | -- | ---- | ---- | ---- | ---- | --- | --- | --- | --- | ---- |
| 2017     | Wash. Wizards    | 13 | 13 | 28,7 | 40,7 | 36,8 | 80,6 | 6,4 | 1,7 | 0,9 | 1,3 | 12,1 |
| 2018     | Wash. Wizards    | 6  | 6  | 30,2 | 49,0 | 16,7 | 90,0 | 7,5 | 1,7 | 0,7 | 0,8 | 9,8  |
| 2019     | Oklahoma Thunder | 5  | 0  | 11,8 | 31,3 | 28,6 | 77,8 | 2,6 | 1,0 | 0,2 | 0,6 | 3,8  |
| 2020†    | L.A. Lakers      | 21 | 2  | 18,4 | 44,9 | 42,0 | 77,8 | 3,0 | 1,0 | 0,3 | 0,1 | 5,9  |
| 2021     | L.A. Lakers      | 4  | 1  | 9,5  | 22,2 | 25,0 | 66,7 | 1,0 | 0,8 | 0,0 | 0,3 | 2,3  |
| 2022     | Miami Heat       | 2  | 0  | 1,7  | 0,0  | -    | -    | 0,5 | 0,0 | 0,0 | 0,0 | 0,0  |
| 2024     | Dallas Mavericks | 1  | 0  | 12,0 | 20,0 | 33,3 | -    | 4,0 | 0,0 | 0,0 | 0,0 | 3,0  |
| Carriera | Carriera         | 51 | 22 | 20,6 | 41,8 | 36,8 | 80,0 | 4,2 | 1,2 | 0,5 | 0,6 | 7,3  |

#### Massimi in carriera
- Massimo di punti: 35 vs Cleveland Cavaliers (13 gennaio 2015)[2]
- Massimo di rimbalzi: 17 (2 volte)
- Massimo di assist: 8 (2 volte)
- Massimo di palle rubate: 5 (3 volte)
- Massimo di stoppate: 6 vs Houston Rockets (15 aprile 2013)
- Massimo di minuti giocati: 44 vs Sacramento Kings (28 novembre 2016)

## Palmarès
- Campionato NBA: 1

Los Angeles Lakers: 2020